# Italia 1988-2012
Italia 1988-2012 è il ventesimo album discografico del cantante italiano Jovanotti pubblicato il 7 agosto 2012 negli Stati Uniti. L'album raccolta comprende 13 brani con 2 inediti.

## Tracce
1. Con la luce negli occhi (2012 Inedito)
2. Sulla frontiera (2011 Remix)
3. New York for Life (2012 Inedito)
4. Mi fido di te
5. Penelope
6. La porta è aperta (2012 Acoustic version)
7. Sàlvame (Spanish Version)
8. Piove
9. Il più grande spettacolo dopo il Big Bang (2011 Remix)
10. Scappa con me (1989 Remix)
11. Mezzogiorno (2012 Acoustic Version)
12. Una storia d'amore (Acoustic version)
13. La linea d'ombra